# Ballyhaunis
Ballyhaunis (Béal Átha hAmhnais en irlandais) est un village de la république d'Irlande situé dans le Comté de Mayo.
Situé au milieu de champs, de lacs, de tourbières sauvages, le village et ses 1 500 habitants dispose d'une économie diversifiée mélangeant agriculture et petites entreprises. L'employeur principal est Dawn Meats (anciennement Irish Country Meats), qui emploie 280 personnes dans son abattoir de bœufs et d'agneaux.
Ville d'immigration, elle est la seule du pays, en dehors de Dublin, à disposer de sa propre mosquée. Celle-ci remonte à l'époque de l'installation de Pakistanais qui ont construit l'abattoir il y a 20 ans.
Ballyhaunis compte 44 nationalités différentes, principalement Pakistanais, Polonais, Tchèques, Brésiliens et Africains.
Ballyhaunis abrite aussi le siège de la Midwest Radio, radio locale très populaire dans la région.

## Jumelages
- Guilers (France)[1].